# Suguru Ōsako
Suguru Ōsako (japanisch 大迫 傑 Ōsako Suguru; * 23. Mai 1991 in Machida) ist ein japanischer Langstreckenläufer.

## Leben

### Anfänge
Ōsako besuchte eine Mittelschule in seiner Geburtsstadt Machida und gehörte auf nationaler Ebene bereits früh zu den besten Langstreckenläufern seines Alters. Im Alter von 15 Jahren gewann er bei den japanischen Mittelschulmeisterschaften 2006 über 3000 Meter in 8:41,59 min Bronze. Im Folgejahr wechselte er zur Saku-Chosei-Oberschule in Saku, Präfektur Nagano, deren Langstreckenteam zu den Besten des Landes gehörte. Im Jahr 2008 blieb er über 5000 Meter in 13:58,66 min unter 14 Minuten und siegte im Dezember mit seiner Schule bei der nationalen Ekiden-Meisterschaft der Oberschulen (englisch All-Japan High School Ekiden Championship), einem Staffellauf, bei dem 7 Läufer pro Schule insgesamt die Marathondistanz von 42,195 Kilometern bewältigen. Ōsako lief als Schlussläufer auf seiner 5 Kilometer langen Etappe die Abschnittsbestzeit. Ein Jahr später konnte seine Schule den Titel mit Endrang 4 nicht verteidigen, Ōsako stellte aber diesmal auf der 10 Kilometer zählenden ersten Etappe erneut die Abschnittsbestzeit auf. Zwei Monate zuvor unterbot er auf der Bahn in 28:57,00 min über 10.000 Meter die 29 Minuten.

### Ekiden an der Waseda-Universität (2010–2014)
Nach dem Abschluss der Oberschule begann Ōsako 2010 an der Waseda-Universität in Tokio ein Studium der Sportwissenschaften und lief in seinen vier Jahren dort für das Leichtathletikteam. Gleich im ersten Jahr gewann er mit seiner Universität die drei wichtigsten der populären Universitäts-Ekiden-Rennen, neben dem prestigeträchtigen Hakone Ekiden Anfang 2011 auch den Izumo Ekiden und die nationale Universitäts-Ekiden-Meisterschaft (englisch All-Japan University Ekiden Championship) im Oktober und November zuvor. Ōsako trug beim Izumo Ekiden und der nationalen Meisterschaft jeweils die drittschnellste Zeit auf seinem Teilabschnitt bei, beim Hakone Ekiden brachte er sein Team auf Etappe 1 mit 30 Sekunden herausgelaufenen Vorsprung gleich zu Beginn in Führung. In den drei folgenden Saisons gelang seiner Universität kein weiterer Sieg, sie platzierte sich aber beständig in den Top 6. Beim Izumo Ekiden landete Waseda von 2011 bis 2013 auf den Plätzen 3, 6 und 4; die nationale Universitäts-Ekiden-Meisterschaft beendete man auf den Rängen 3, 2 und 4 und beim Hakone Ekiden sprangen die Plätze 4, 5 und 4 heraus. Ōsako selbst lief beim Hakone Ekiden in seinem zweiten Jahr erneut als Startläufer die Etappenbestzeit, zwei Jahre später verlor er auf derselben Position als Fünfter gut 50 Sekunden auf den Führenden. Dazwischen verhinderte beim Einsatz auf der dritten Etappe Yuta Shitara um 8 Sekunden eine weitere Abschnittsbestzeit. Bei den restlichen Ekiden erbrachte er zumeist auf seinen Etappen eine der drei besten Abschnittszeiten, Ausnahme davon war der Izumo Ekiden 2012, bei dem er als Startläufer nach einem Einbruch als Zehnter übergab. Von 2011 bis 2013 erfolgten außerdem Einsätze beim Chiba Ekiden, einem Ekiden-Rennen zwischen verschiedenen Nationen.

### Karriere als Bahnläufer (2010–2016)
Abseits der nationalen Ekiden-Rennen sammelte Ōsako im März 2010 bei den Crosslauf-Weltmeisterschaften in Bydgoszcz auf Rang 32 im U20-Rennen erste internationale Erfahrungen. Im weiteren Jahresverlauf verbesserte er sich über 10.000 Meter auf 28:35,75 min und reiste damit in der Jahresmitte mit der drittbesten Meldezeit zu den Juniorenweltmeisterschaften in Moncton, konnte den Platz im Wettkampf als Achter in 29:40,14 min aber nicht bestätigen. Über die kürzeren 5000 Meter erzielte er bereits im April 13:47,29 min, landete aber über diese Distanz sowohl bei den japanischen Meisterschaften im Juni mit Platz 27 als auch bei den japanischen Universitätsmeisterschaften im September mit Platz 10 am Ende des Feldes. Besser verlief sein Halbmarathondebüt am 21. November beim Ageo-Halbmarathon, den er mit einem Juniorenasienrekord von 1:01:47 h gewann.
Im Frühjahr 2011 verbesserte sich Ōsako auf der Bahn im 5000-Meter-Lauf zunächst auf 13:31,27 min und wurde dann bei den japanischen Meisterschaften über dieselbe Distanz Sechster. Über 10.000 Meter qualifizierte er sich für die im August in Shenzhen ausgetragene Universiade, bei der er in 28:42,83 min mit gut 10 Sekunden Vorsprung vor dem Südafrikaner Stephen Mokoka Gold gewann. Bei den nationalen Universitätsmeisterschaften im September siegte er diesmal im 1500-Meter-Lauf und überquerte über 5000 Meter auf Rang 3 die Ziellinie.
2012 blieb Ōsako über 10.000 Meter in 27:56,94 min erstmals unter 28 Minuten. Bei den japanischen Meisterschaften unterlag er über diese Distanz im Endspurt knapp Yūki Satō und verpasste damit die Nominierung für die Olympischen Spiele in London, bei denen stattdessen Satō antrat.
Im April 2013 kam Ōsako beim Payton Jordan Invitational in Palo Alto über 10.000 Meter eine Sekunde vor Yūki Satō mit 27:38,31 min bis auf gut 3 Sekunden an den japanischen Rekord heran. Trotz einer erneuten Spurtniederlage bei den nationalen Meisterschaften gegen Satō qualifizierte er sich diesmal für die Weltmeisterschaften in Moskau, bei denen er in 28:19,50 min auf Platz 21 einlief. Bereits vor den Weltmeisterschaften erzielte er in Heusden auch über 5000 Meter mit 13:27,54 min – allerdings 14 Sekunden hinter Satō – Bestzeit, welche er im November in Yokohama weiter auf 13:20,80 min steigerte.
In seinem ersten Jahr außerhalb der Universität verlor Ōsako im Juni 2014 zum dritten Mal hintereinander den Schlussspurt bei den japanischen Meisterschaften über 10.000 Meter gegen Yūki Satō. Ansonsten bestritt er nun vorwiegend Rennen außerhalb Japans. Im Juli lief er erneut in Heusden mit 13:26,15 min über 5000 Meter Saisonbestleistung und im September stellte er bei der IAAF World Challenge in Rieti über 3000 Meter mit 7:40,09 min erstmals einen nationalen Rekord auf Aktivenebene auf. Im Monat darauf gewann er bei den Asienspielen in Incheon über 10.000 Meter hinter dem Bahrainer El Hassan el-Abbassi Silber.
Im Winter 2015 bestritt Ōsako erstmals auch Hallenrennen. Ende Januar lief er in New York City nur knapp von seinem Trainingspartner Cameron Levins geschlagen 8:16,47 min über 2 Meilen, wobei er mit der offiziell gestoppten Durchgangszeit von 7:45,62 min auch in der Halle einen japanischen Rekord über 3000 Meter aufstellte. Zwei Wochen später erzielte er erneut in New York bei den Millrose Games über 5000 Meter in 13:28,00 min einen weiteren nationalen Hallenrekord, den er im Februar 2019 knapp an Hyuga Endo (13:27,81 min) verlor. In der Freiluftsaison verpasste er beim Prefontaine Classic über 10.000 Meter seine Bestzeit sowie die Weltmeisterschaftsnorm von 27:45,00 min als Sechzehnter in 27:45,24 min. Bei den japanischen Meisterschaften Ende Juni trat er diesmal im 5000-Meter-Lauf an, gewann aber wie in den Vorjahren nach einer Spurtniederlage – diesmal gegen Kōta Murayama – erneut keinen nationalen Titel. Dafür steigerte er sich Mitte Juli in Heusden über diese Distanz deutlich auf 13:08,40 min, womit er Takayuki Matsumiya dessen acht Jahre zuvor an selber Stelle aufgestellten Nationalrekord von 13:13,20 min entriss und gleichzeitig die noch ausstehende Norm für die Weltmeisterschaften in Peking (13:23,00 min) erfüllte. In Peking gelangte er allerdings im Folgemonat als Siebter des langsameren ersten Vorlaufs nicht in das 5000-Meter-Finale.
Anders als im Vorjahr bestritt Ōsako 2016 weitgehend keine Hallenrennen. Am 1. Mai unterbot er beim Payton Jordan Invitational über 10.000 Meter mit 27:50,27 min die auf 28:00,00 min festgelegte Norm für die Olympischen Spiele in Rio de Janeiro. Nachdem er knapp vier Wochen später sein Rennen beim Prefontaine Classic über dieselbe Distanz diesmal nicht beenden konnte, sicherte er sich Ende Juni mit einem Doppelsieg bei den japanischen Meisterschaften über 5000 und 10.000 Meter die nationale Olympiaqualifikation. In Rio de Janeiro belegte er zunächst Rang 17 über 10.000 Meter in 27:51,94 min und kam 4 Tage darauf über 5000 Meter wie bereits bei den Weltmeisterschaften im Vorjahr nicht über den Vorlauf hinaus.

### Karriere als Marathonläufer (2017–heute)
Im Februar 2017 verbesserte Ōsako seine Halbmarathonbestzeit beim Kagawa-Marugame-Halbmarathon als Sechster auf 1:01:13 h. Zwei Monate später debütierte er beim Boston-Marathon über die Marathondistanz, 51 Sekunden hinter dem Kenianer Geoffrey Kirui und eine halbe Minute hinter Galen Rupp belegte er dabei in 2:10:28 h auf Anhieb Rang 3. Zurück auf der Bahn verteidigte er zur Jahresmitte seinen nationalen 10.000-Meter-Titel, verpasste aber sowohl über 10.000 Meter in 27:46,64 min als auch über 5000 Meter mit 13:25,56 min die Normen von 27:45,00 min und 13:22,60 min für die Weltmeisterschaften in London knapp. Im Dezember wurde er beim Fukuoka-Marathon Dritter in 2:07:19 h, was ihn zu diesem Zeitpunkt zum fünftschnellsten Marathonläufer seines Landes aller Zeiten machte.
Im Februar 2018 siegte Ōsako bei den japanischen Meisterschaften im Crosslauf. Im Frühjahr verzichtete er auf einen Marathonstart, dafür lief er im März bei den Halbmarathon-Weltmeisterschaften in Valencia in 1:01:56 h auf Rang 24. Nach einem gescheiterten Angriff auf den 10.000-Meter-Nationalrekord – beim Payton Jordan Invitational im Mai stieg er nach 6000 Metern aus – kam er im Oktober beim Chicago-Marathon abermals auf Platz 3 ins Ziel, wobei er mit seinen hinter Mo Farah und Mosinet Geremew erzielten 2:05:50 h den im Frühjahr von Yuta Shitara aufgestellten Nationalrekord von 2:06:11 h brach. Zusätzlich sicherte er sich damit eine Prämie in Höhe von 100 Millionen Yen, die im Vorfeld der Olympischen Spiele 2020 in Tokio von japanischen Unternehmen für das Unterbieten des Nationalrekordes im Marathon ausgelobt wurde.
Weniger gut als Chicago verlief der Tokio-Marathon 2019 fünf Monate später, bei dem er bei nasskalten Bedingungen zusammen mit der Spitzengruppe die Halbmarathonmarke in 1:02:05 h passierte, danach das Tempo aber nicht halten konnte und schließlich noch vor der 30-Kilometer-Marke das Rennen vorzeitig beendete. Seinen nächsten Wettkampf über die Distanz hatte er Mitte September beim Marathon Grand Championship (MGC), dem vom japanischen Leichtathletikverband (JAAF) erstmals ausgeschriebenen nationalen Qualifikationswettkampf für das japanische Marathonteam bei den Olympischen Spielen 2020 im eigenen Land. Osako unterlag bei schwülwarmen Temperaturen in einem engen Finale Shogo Nakamura und Yūma Hattori und verpasste somit die den ersten Zwei vorbehaltene direkte Olympiaqualifikation. Verdrängt werden konnte er nach den Regeln der JAAF noch durch eine schnelle Zeit bei drei im ersten Jahresdrittel 2020 folgenden heimischen Marathonläufen (Fukuoka-Marathon, Tokio-Marathon, Biwa-See-Marathon), da Anknüpfungspunkt aber die schnellste in der Qualifikationsperiode für den MGC erzielte Zeit war, hatte er die Erfüllung dieses Kriteriums durch seinen im Vorjahr erzielten Rekord selbst erschwert.
Nach einem mehr als zweimonatigen Trainingslager in Kenia verbesserte Osako beim Tokio-Marathon 2020 seinen eigenen Nationalrekord auf 2:05:29 h, wofür er erneut 100 Millionen Yen Prämie bekam. Gleichzeitig erbrachte kein weiterer japanischer Athlet die von der JAAF geforderte Leistung, womit er endgültig zum japanischen Olympiateam gehörte. Den Rekord verlor er im Februar 2021, als Kengo Suzuki den Biwa-See-Marathon in 2:04:56 h gewann.

### Umfeld
Ōsako wurde zu Oberschulzeiten von Hayashi Morozumi trainiert, der 2011 Cheftrainer an der Tokai-Universität wurde. An Ōsakos nächster Station, der Waseda-Universität, hatte Yasuyuki Watanabe diese Position inne. Bereits im Dezember 2012 wurde allerdings bekannt, dass Ōsako ab 2013 im Umfeld des von Alberto Salazar geleiteten Nike Oregon Project in Portland trainieren würde. Salazars Athlet Mo Farah hatte im vorhergehenden Sommer bei den Olympischen Spielen in London die beiden Bahnlangstrecken über 5000 und 10.000 Meter für sich entschieden, auch der Silbermedaillengewinner über 10.000 Meter Galen Rupp gehörte zum Projekt. Ōsako lief aber weiterhin für die Waseda-Universität und verkündete, sich nach dem Universitätsabschluss 2014 dem Firmenteam von Nissin Foods anschließen zu wollen. Nachdem er im Jahr 2014 auch für Nissin Foods antrat, aber weiterhin in den USA trainierte, verließ Ōsako im März 2015 die Firmenmannschaft und schloss sich in diesem Zuge auch offiziell dem Oregon Project an. Dort wurde Assistenztrainer Pete Julian sein Hauptcoach. Auch nach der Auflösung des Projekts im Oktober 2019, der eine vierjährige Sperre von Cheftrainer Salazar wegen Verstößen gegen Anti-Doping-Bestimmungen vorausgegangen war, blieb er weiterhin Teil der von Julian betreuten Athleten.
Ōsakos Manager ist der Italiener Federico Rosa.

### Familie
Ōsako ist der Zweitgeborene von drei Brüdern. Er ist mit Ayumi Ōsako (* 1989; geb. Hashimoto) verheiratet, die 2009 für einige Monate Teil der Idolgruppe SKE48 war. Das Paar hat zwei 2012 und 2018 geborene Töchter.

## Persönliche Bestzeiten
- 1500 Meter: 3:40,49 min, 14. Juli 2016 in Kitami
- 3000 Meter: 7:40,09 min, 7. September 2014 in Rieti (japanischer Rekord)
  - Halle: 7:45,62 min, 31. Januar 2015 in New York City (japanischer Rekord)
- 2 Meilen: 8:28,30 min, 24. August 2014 in Birmingham
  - Halle: 8:16,47 min, 31. Januar 2015 in New York City
- 5000 Meter: 13:08,40 min, 18. Juli 2015 in Heusden-Zolder (japanischer Rekord)
  - Halle: 13:28,00 min, 14. Februar 2015 in New York City
- 10.000 Meter: 27:36,93 min, 4. Dezember 2020 in Osaka
- Halbmarathon: 1:01:13 h, 5. Februar 2017 in Marugame
- Marathon: 2:05:29 h, 1. März 2020 in Tokio